# Allen’s Green
Allen’s Green – wieś w Anglii, w hrabstwie Hertfordshire. Leży 13 km na wschód od miasta Hertford i 39 km na północny wschód od centrum Londynu.